# Antonio Quarracino
Antonio Quarracino (Pollica, 8 agosto 1923 – Buenos Aires, 28 febbraio 1998) è stato un cardinale e arcivescovo cattolico italiano naturalizzato argentino.

## Biografia

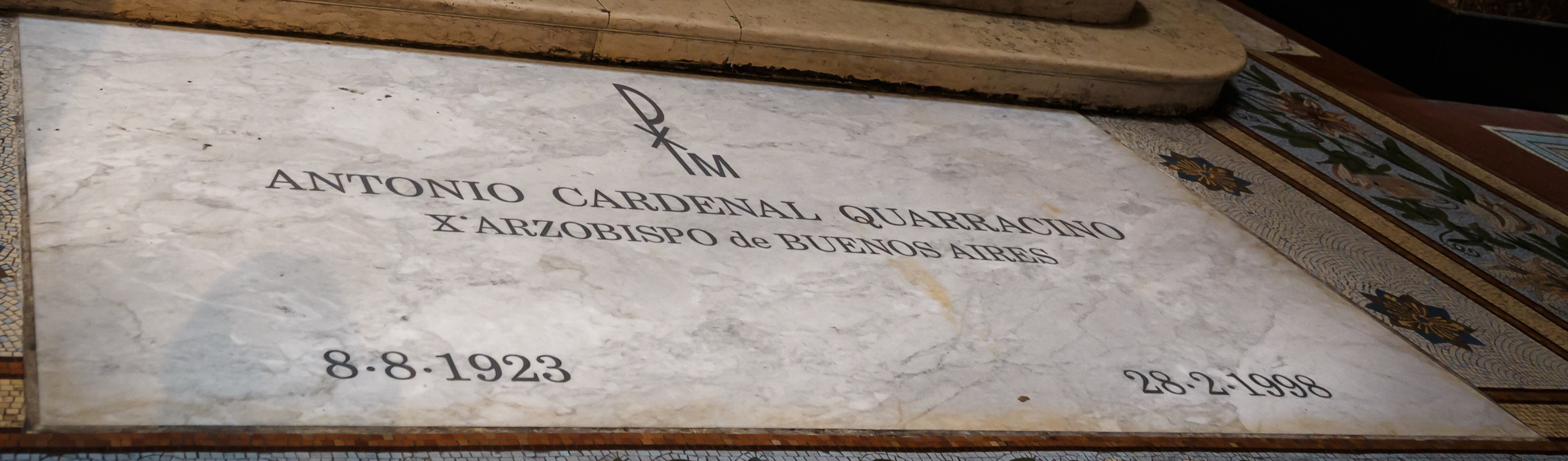
La tomba del cardinale Quarracino nella cattedrale di Buenos Aires

Antonio Quarracino nacque a Pollica, in provincia di Salerno, l'8 agosto 1923, ma all'età di quattro anni la sua famiglia emigrò in Argentina, stabilendosi a San Andrés de Giles.

### Formazione e ministero sacerdotale
Entrato nel seminario di La Plata, fu ordinato sacerdote il 22 dicembre 1945 nella basilica di Luján nella diocesi di Mercedes. Dopo aver insegnato nel seminario diocesano di Mercedes, insegnò teologia alla Pontificia universidad católica argentina "Santa María de los Buenos Aires".

### Ministero episcopale e cardinalato
Il 3 febbraio 1962 papa Giovanni XXIII lo nominò vescovo di Nueve de Julio, nella provincia di Buenos Aires, e ricevette la consacrazione episcopale l'8 aprile 1962 da Anunciado Serafini, vescovo di Mercedes, co-consacranti Adolfo Servando Tortolo, vescovo di Catamarca, e Raúl Primatesta, vescovo di San Rafael (poi arcivescovo e cardinale). Il 3 agosto 1968 papa Paolo VI lo trasferì alla sede di Avellaneda. Nel Consiglio episcopale latinoamericano (CELAM) collaborò come membro e presidente di diversi organi; nel 1979 fu nominato segretario generale e nel 1983 fu elevato presidente del CELAM, carica che mantenne fino a marzo del 1987.
Il 18 dicembre 1985 papa Giovanni Paolo II lo nominò arcivescovo di La Plata, mentre il 10 luglio 1990 il medesimo pontefice lo nominò arcivescovo di Buenos Aires e primate d'Argentina, e prese possesso dell'arcidiocesi il 22 settembre 1990. Nel concistoro del 28 giugno 1991 Giovanni Paolo II lo creò cardinale presbitero di Santa Maria della Salute a Primavalle. Il 27 giugno 1992 conferì la consacrazione episcopale a Jorge Mario Bergoglio (futuro papa Francesco), succeduto alla sua morte alla guida dell'arcidiocesi di Buenos Aires.
Fu presidente della Conferenza Episcopale Argentina (1990-1996) e ordinario per i fedeli di rito orientale (1990-1998).

### Morte
Morì il 28 febbraio 1998 a Buenos Aires, all'età di 74 anni, e in seguito fu sepolto nella cattedrale.

## Genealogia episcopale e successione apostolica
La genealogia episcopale è:
- Cardinale Scipione Rebiba
- Cardinale Giulio Antonio Santori
- Cardinale Girolamo Bernerio, O.P.
- Arcivescovo Galeazzo Sanvitale
- Cardinale Ludovico Ludovisi
- Cardinale Luigi Caetani
- Cardinale Ulderico Carpegna
- Cardinale Paluzzo Paluzzi Altieri degli Albertoni
- Papa Benedetto XIII
- Papa Benedetto XIV
- Papa Clemente XIII
- Cardinale Bernardino Giraud
- Cardinale Alessandro Mattei
- Cardinale Pietro Francesco Galleffi
- Cardinale Giacomo Filippo Fransoni
- Cardinale Carlo Sacconi
- Cardinale Edward Henry Howard
- Cardinale Mariano Rampolla del Tindaro
- Cardinale Antonio Vico
- Arcivescovo Filippo Cortesi
- Arcivescovo Zenobio Lorenzo Guilland
- Vescovo Anunciado Serafini
- Cardinale Antonio Quarracino

La successione apostolica è:
- Vescovo Alejo Benedicto Gilligan (1969)
- Arcivescovo Rubén Héctor di Monte (1980)
- Vescovo Norberto Eugenio Conrado Martina, O.F.M. (1990)
- Arcivescovo Héctor Rubén Aguer (1992)
- Vescovo Rubén Oscar Frassia (1992)
- Papa Francesco (1992)
- Vescovo Raúl Omar Rossi (1992)
- Vescovo Pedro Luis Ronchino, S.D.B. (1993)
- Arcivescovo José Luis Mollaghan (1993)
- Vescovo Francisco Polti Santillán (1994)
- Vescovo Guillermo Rodríguez-Melgarejo (1994)